# Beránek (Barchov)
Rybník Beránek o výměře vodní plochy 0,21 ha se nalézá na východním okraji obce Barchov v okrese Hradec Králové u místní komunikace vedoucí ke kulturnímu domu. Rybník je využíván pro chov ryb. 
Rybník Beránek je pozůstatkem bývalé rozsáhlé Chlumecké rybniční soustavy, která v době svého největšího rozkvětu čítala na 193 rybníků vybudovaných v průběhu 15. až 16. století v oblasti povodí řek Cidliny a Bystřice.

## Galerie

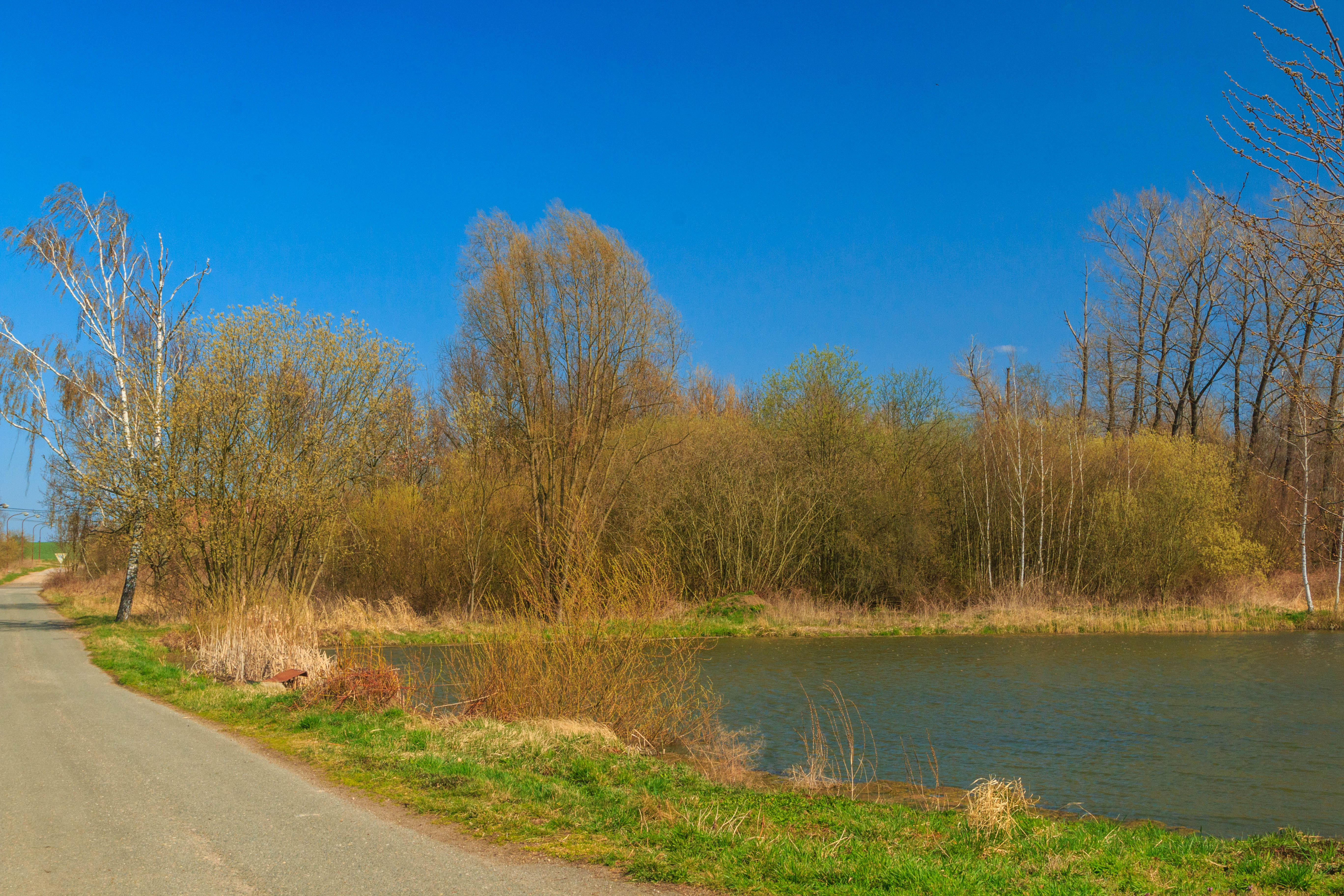
pohled na rybník Beránek u Barchova
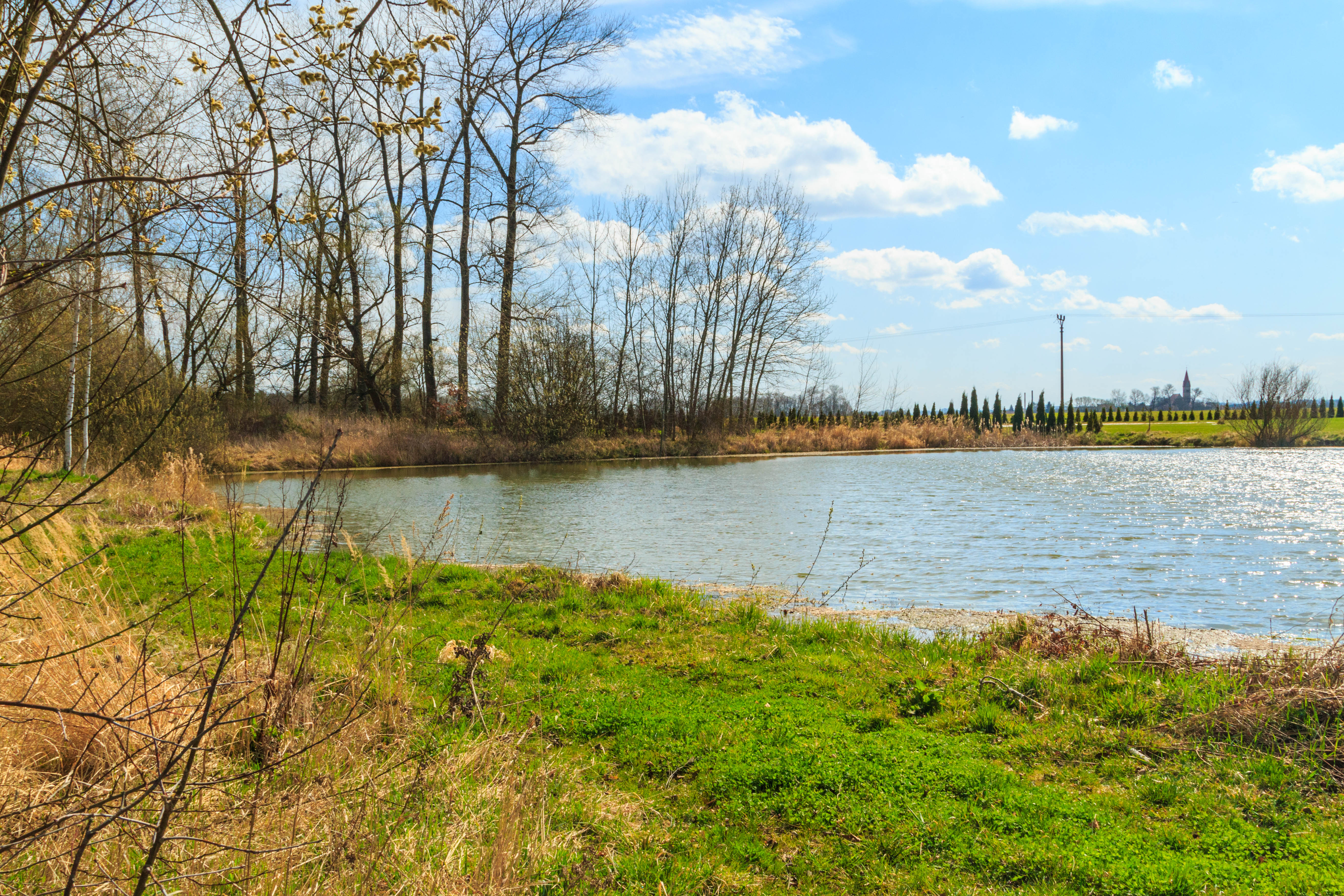
pohled na rybník Beránek u Barchova
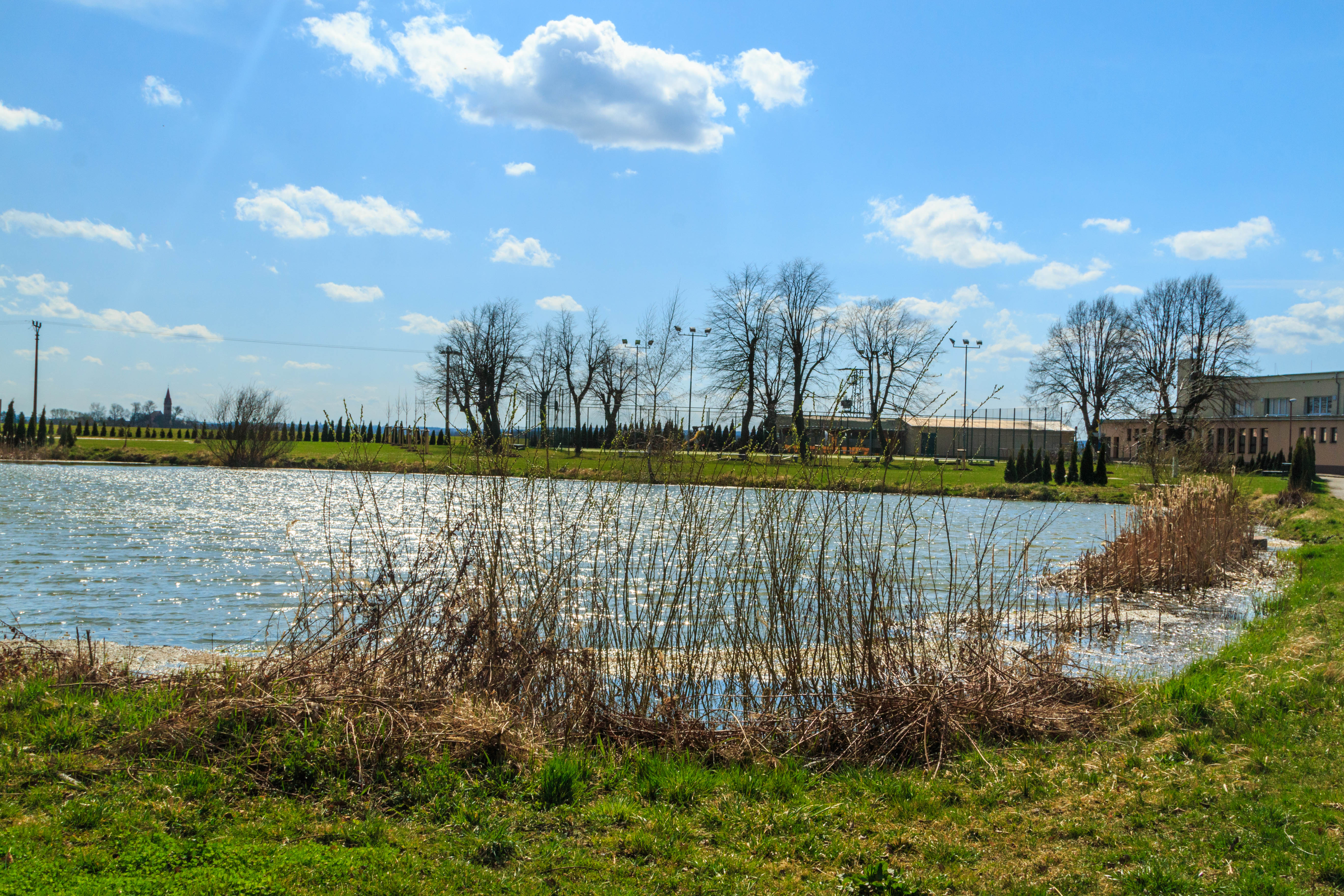
pohled na rybník Beránek u Barchova